# Ukrajinská revoluční povstalecká armáda

Vlajka používaná 2. povstaleckým plukem URPA

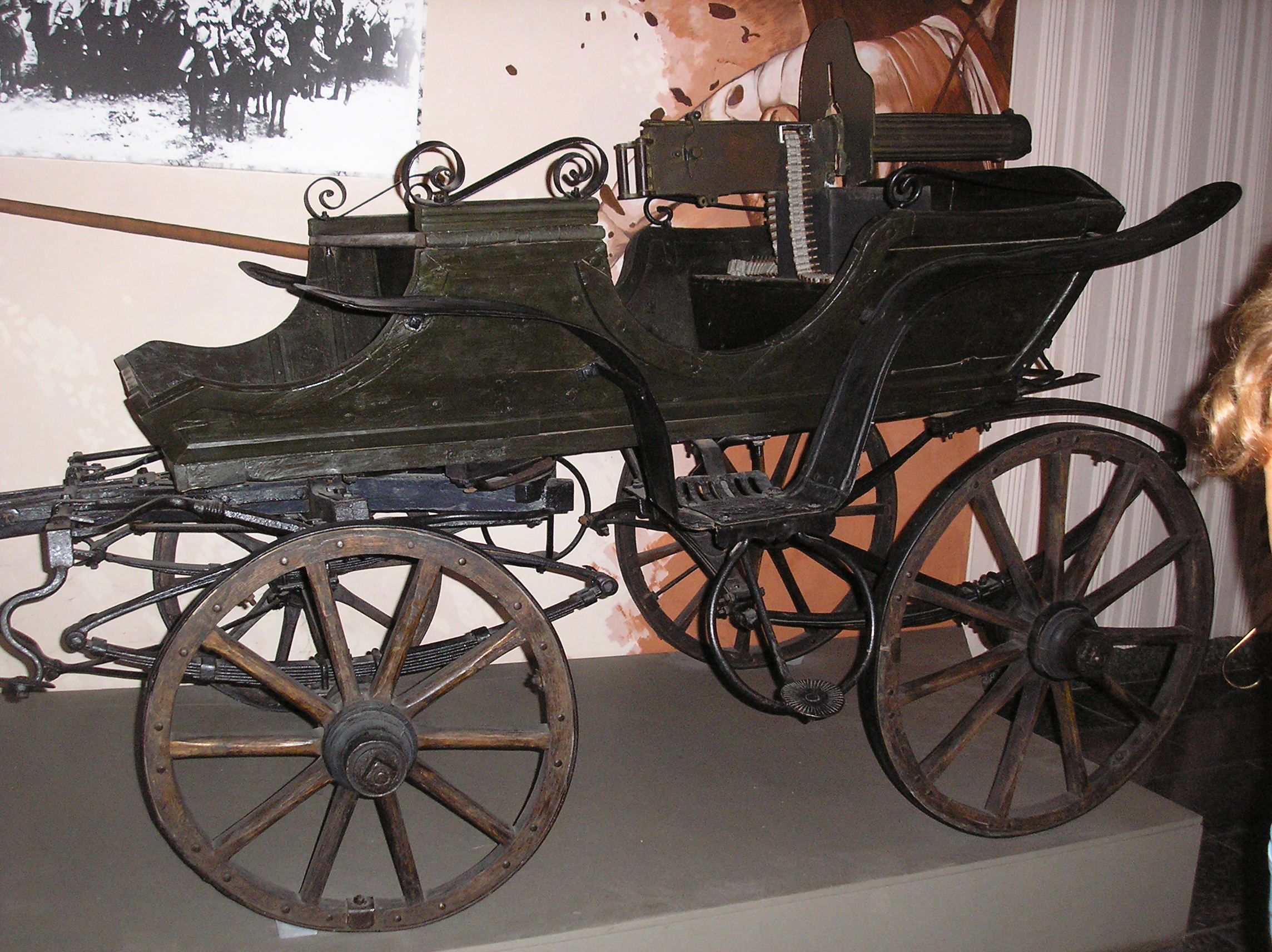
Tačanka používaná vojsky URPA v muzeu v Huljajpole

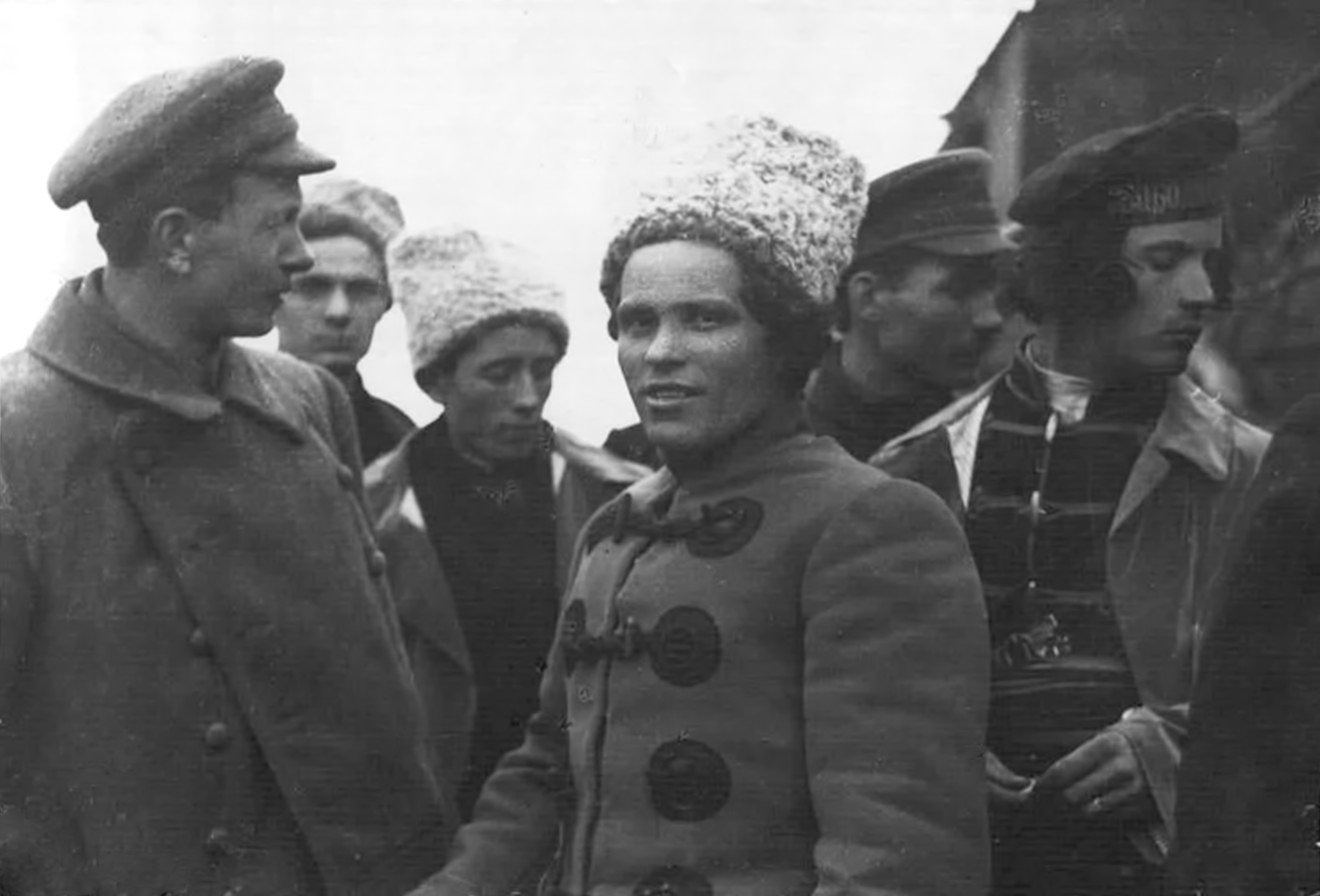
Velitelé URPA v roce 1919: Simon Karetnik (třetí z levé strany), Nestor '"baťko"' Machno (v centru) a Feodosij Ščuss (1. z pravé strany).

Ukrajinská revoluční povstalecká armáda (ukrajinsky Революційна повстанська армія України), někdy také nazývána Černá armáda nebo zjednodušeně Machnovščyna (ukrajinsky Махновщина), byly anarchistické vojenské jednotky složené převážně z ukrajinských rolníků a dělníků a vedené známým anarchistou Nestorem Machnem. Revoluční povstalecká armáda fungovala během Ruské občanské války mezi lety 1917 a 1922. Úkolem jednotek byla ochrana „svobodných sovětů“ a libertariánských komun na Svobodném území, které bylo mezi lety 1918 a 1921 pokusem o vytvoření bezstátní anarchistické společnosti na Ukrajině.

## Velitelé
- Nestor Machno
- Simon Karetnik
- Marie Nikiforová
- Grigorij Vasilevskij
- Boris Veretelnikov
- Petro Gavrilenko
- Vasilij Kurilenko
- Viktor Belaš
- Aleksandr Kalašnikov
- Michalev-Pavlenko
- Feodosij Ščuss
- Ivan Lepetčenko
- Aleksandr Lepetčenko
- Dmitrij Ivanovič Popov
- Lev Zadov
- Voldemar Antoni[1]